# سام لي
سام لي (بالصينية: 李璨琛) (و. 1975 – م) هو ممثل، ومغني، ودي جي، ورابر، من جمهورية الصين الشعبية، ولد في هونغ كونغ.

## جوائز وترشيحات
حصل على جوائز منها:
- جائزة أفلام هونغ كونغ لأفضل ممثل صاعد  [لغات أخرى]‏، عن عمل: Made in Hong Kong (film) [الإنجليزية]‏ (1998).

ترشح لـ:
- جائزة هونغ كونغ السينمائية لأفضل ممثل مساعد، عن عمل: The Longest Summer [الإنجليزية]‏ (1999)
- جائزة أفلام هونغ كونغ لأفضل ممثل صاعد  [لغات أخرى]‏، عن عمل: Made in Hong Kong (film) [الإنجليزية]‏ (1998).

## وصلات خارجية
- سام لي على موقع IMDb (الإنجليزية)
- سام لي على موقع ألو سيني (الفرنسية)
- سام لي على موقع ميوزك برينز (الإنجليزية)
- سام لي على موقع أول موفي (الإنجليزية)
- سام لي على موقع قاعدة بيانات الفيلم (الإنجليزية)
- سام لي على موقع كينوبويسك (الروسية)